# Counoise

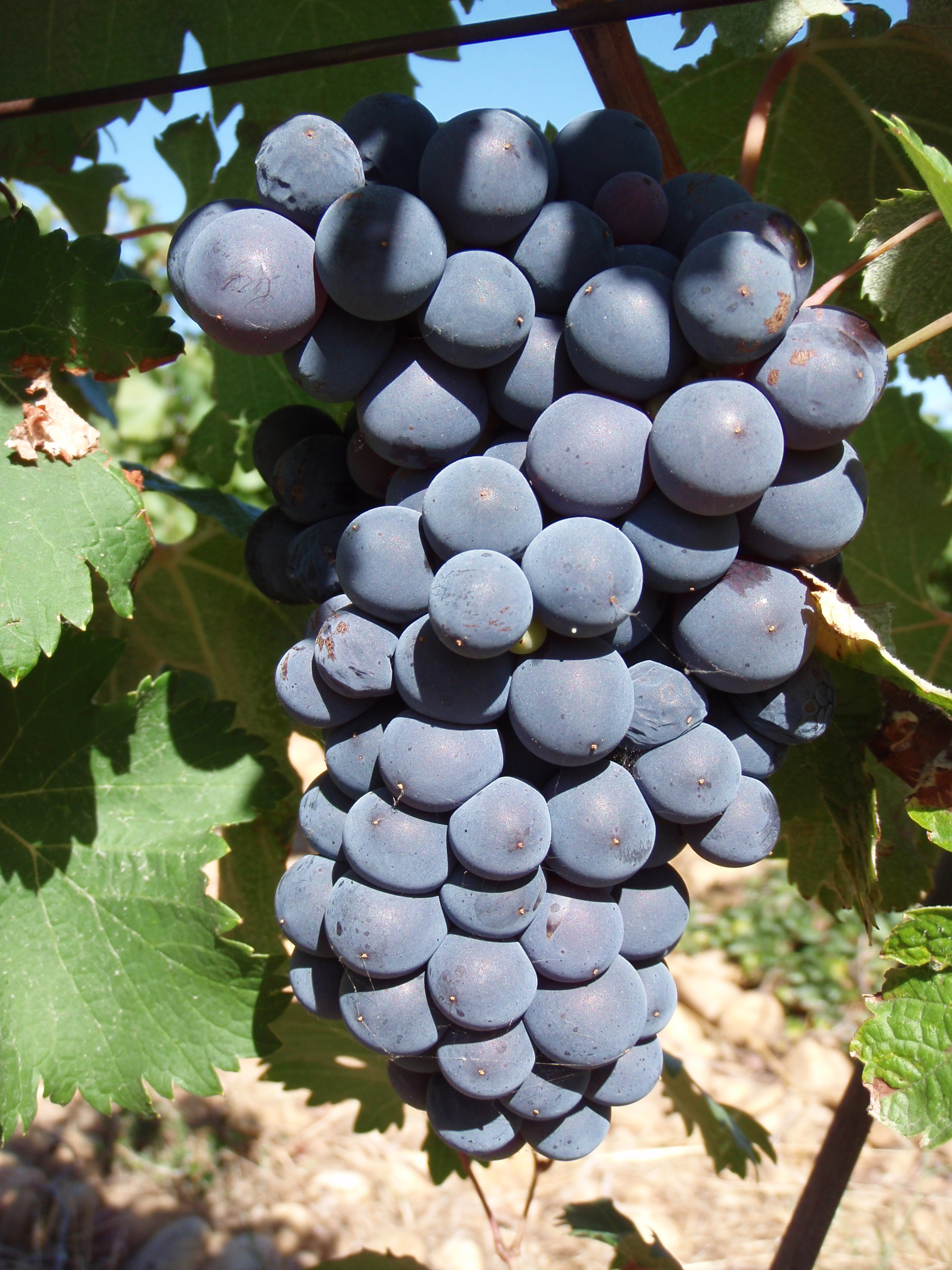
Counoise

Counoise ist eine rote Rebsorte, die in vielen Gebieten des südlichen Frankreichs angebaut wird. Die Sorte scheint spanischen Ursprungs zu sein. Es heißt, sie sei dem Papst Urban V. von einem Spanier namens Counesa geschenkt worden.

## Beschreibung
Sie erbringt säurebetonte und würzige Weine heller Farbe, die vor allem als Verschnitt verwendet werden. Unter anderem ist sie in folgenden Appellationen zu finden: Côtes du Rhône, Châteauneuf-du-Pape, Gigondas, Vacqueyras, Rasteau, Côtes du Ventoux, Côtes du Luberon, Les Baux-de-Provence , Coteaux d’Aix-en-Provence, Coteaux de Saint Christol, Cabrières, Coteaux de Vérargues, Coteaux du Languedoc, Montpeyroux, Pic Saint-Loup, Saint Drézéry, Saint Georges d'Orques, Saint Saturnin etc. Im Jahr 2007 wurde eine bestockte Rebfläche von 472 Hektar erhoben (Statistik ONIVINS)
Synonyme : Aubun, Caula, Connoges, Couneso, Damas Noir, Große Rogettaz, Moustardier, Petit Ribier, Petit Rouvier, Ribier, Ribiere, Rivier, Riviere und Rouvier de Privas.
Counoise wird häufig mit der Rebsorte Aubun verwechselt.